# Ville-la-Grand
Ville-la-Grand è un comune francese di 7 801 abitanti situato nel dipartimento dell'Alta Savoia della regione dell'Alvernia-Rodano-Alpi.

## Società

### Evoluzione demografica
Abitanti censiti